# New York : 11 septembre
« 9/11 (film) » redirige ici.  Pour le film de 2017, voir 9/11 (film, 2017).
Pour plus de détails, voir Fiche technique et Distribution.
New York : 11 septembre (titre original : 9/11) est un téléfilm-documentaire franco-américain sur les attentats du 11 septembre 2001 de New York vus à travers les yeux des pompiers de la ville, réalisé par James Hanlon, Rob Klug, Gédéon et Jules Naudet, et diffusé en 2002.
Le reportage a été diffusé pour la première fois par CBS, le 10 mars 2002, six mois après le 11 Septembre, réunissant plus de 39 millions d'Américains devant leur poste, et est rediffusé internationalement dans le courant de l'année suivant les événements. Le film est ensuite sorti en version DVD. L'essentiel des bénéfices réalisés ont été distribués aux familles de pompiers victimes de la tragédie.
Une nouvelle version du film a été diffusée le 10 septembre 2006 sur CBS ; cette version s'étend sur les conséquences et le suivi des vies des pompiers, 5 ans après les faits, et le traumatisme qui en a découlé.
Une dernière version a été diffusée le 11 septembre 2011 sur la chaîne américaine, intitulée New York : 11 septembre, 10 ans après (en anglais : 9/11: 10 Years Later), et, de nouveau dans un épilogue, revient sur la vie des pompiers et des cinéastes, une décennie après les attaques ; si certains sont tombés malades des suites des poussières inhalées sur le site de Ground Zero, et d'autres sont décédés depuis, tous restent marqués par ce jour particulier.
En France, la première diffusion a eu lieu le 11 septembre 2002, dans le cadre de l'émission Des racines et des ailes sur France 3. TF1 diffusa ensuite, en septembre 2006, la deuxième version du film ; la chaîne diffusa en avant-première mondiale, par ailleurs, la dernière version en date du documentaire, le 10 septembre 2011, à l'occasion des dix ans de la tragédie. Puis la chaine TMC le diffusa à l'occasion du 15e anniversaire, le 9 septembre 2016, sous le titre 11 Septembre, quinze ans après,.

## Synopsis
Pour James Hanlon, pompier de New York depuis neuf ans, travailler dans une caserne à sept pâtés de maisons des deux plus hauts gratte-ciels de la ville leur a permis, à lui et à ses collègues, d’en connaître le moindre recoin, notamment lorsqu’ils étaient appelés plusieurs fois en un seul tour de garde l’été avant les attentats. Mais même s’ils connaissaient parfaitement ces tours, ils ne pouvaient anticiper une telle catastrophe.
Le hasard a voulu que les exploits accomplis par les soldats du feu ce jour-là soit filmés, du début à la fin, par deux documentaristes français et frères, Jules et Gédéon Naudet, amis de Hanlon. Ils étaient venus à New York pour filmer l’évolution d’un jeune sapeur-pompier, un probie (« un bleu »), pendant neuf mois – la durée de la période d’essai où il doit faire ses preuves.
Le 9 juin 2001, à l’académie, les probies sont convoqués pour regarder une série de diapositives et témoignages à propos des risques du métier et des séquelles physiques pouvant résulter d’une erreur d’inattention. À la fin de la première phase d’entraînement, les frères Naudet et Hanlon cherchent le probie, parmi les quatre-vingt-dix-neuf de la promotion, qui sera au centre du documentaire ; après auditions, leur choix se porte sur Antonios Benetatos, dit Tony, une recrue qui veut faire ce métier pour devenir un héros.

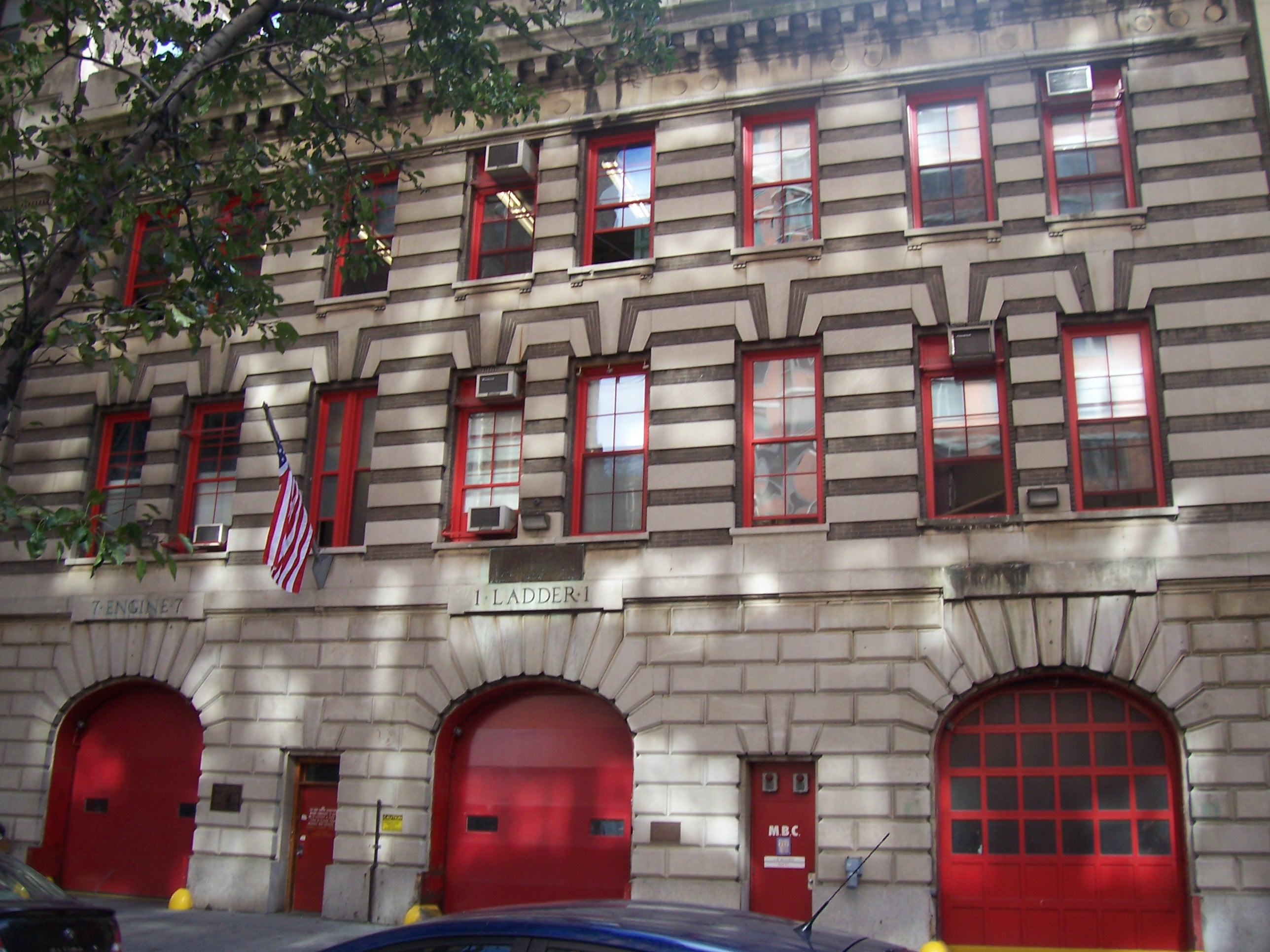
Engine 7, Ladder 1, la caserne des pompiers de New York suivie par les documentaristes.

Il est alors affecté à la caserne de James Hanlon, Engine 7, Ladder 1 (le nom est donné à partir des matricules des camions), une des plus grandes de New York, et arrive le 2 juillet 2001, un peu stressé. Comme bizutage, il a droit à faire les lits, la vaisselle, nettoyer la caserne et les camions, faire le café, ne pas regarder la télévision et les traditionnelles blagues, afin de lui faire aimer ce métier. Tony attend juste son baptême du feu, qui arrivera le 10 juillet, mais ne sera en fait qu’un feu de poubelle. Pour les pompiers, il y a deux sortes de probies : les « nuages noirs », qui attirent tous les feux de la ville, et les « nuages blancs », le contraire ; pour James, Benetatos est un nuage très blanc, car il n’y avait aucun feu lorsqu’il était de service. Tous les pompiers de la caserne se retrouvent lors d’un traditionnel barbecue où la bonne humeur est au rendez-vous, formant ainsi une grande famille. Aussi, quand ils ne sont pas appelés pour une urgence, le passe-temps favoris des hommes de la caserne est la cuisine. Après avoir attendu pendant plusieurs semaines, Tony est enfin appelé pour un vrai feu, une voiture en train de brûler au milieu de la route. Mais fin juillet, aucun grand incendie ne s’est déclaré.
Le 1er septembre 2001, après avoir mis le drapeau en berne, les pompiers de la caserne se rendent aux obsèques d’un soldat du feu débutant, mort lors d’une intervention. Pour Tony, le choc est rude et souhaite qu’il s’agisse des dernières funérailles auxquelles il participe ; les pompiers n’imaginaient alors rien de pire que de perdre un seul camarade. Le 3 septembre, il reçoit de nouveaux conseils de Hanlon sur le métier de pompier ; ce n’est pas un métier à prendre à la légère car il faut sauver des vies et se garder soi-même en vie en agissant avec prudence et en restant concentré. Quelques jours plus tard, Jules Naudet s’essaye à la cuisine pour préparer un repas français mais en trop faible quantité, provoquant l’hilarité des pompiers ; ils ont plaisanté jusqu’à tard dans la nuit et les deux frères commençaient alors à se faire accepter. Il s’agissait de la veille des attentats…
Le 11 septembre 2001, à 8h, l’équipe de jour, composé de treize hommes (Hanlon étant de repos), arrive à la caserne ; une demi-heure plus tard, ils sont appelés pour une fuite de gaz à l’angle de Lispenard et Church Street. Jules accompagne alors le chef de bataillon, Joseph Pfeifer ; comme jusque-là Gédéon était derrière la caméra, il profite de la moindre intervention pour s’entraîner à filmer. Alors qu’ils sont en train de contrôler la zone au détecteur, à 8h46, un Boeing 767 passe au-dessus de leurs têtes et s’encastre dans la tour nord du World Trade Center. Le chef Pfeifer transmet alors les premiers rapports officiels sur les dégâts et indique que l’avion visait délibérément le bâtiment. Arrivés au pied de la tour en même temps que d’autres camions de pompiers, Pfeifer donne l’autorisation à Jules de le suivre. Le chef étant le premier officier supérieur à rentrer, un responsable de l’autorité du port lui fait un topo de la situation ; le hall a aussi été soufflé à cause du kérosène en flamme dans les cages d’ascenseur. D’autres gradés rejoindront Pfeifer et dirigeront les opérations depuis le poste de commande. Aucun ascenseur ne fonctionnant, les pompiers seront obligés de monter plus de quatre-vingt étages à pied pour arriver jusqu’à la zone touchée. Parmi eux, il y a le lieutenant Kevin Pfeifer, frère du chef ; les deux n’échangeront pas de mots, simplement des regards, pour la dernière fois.

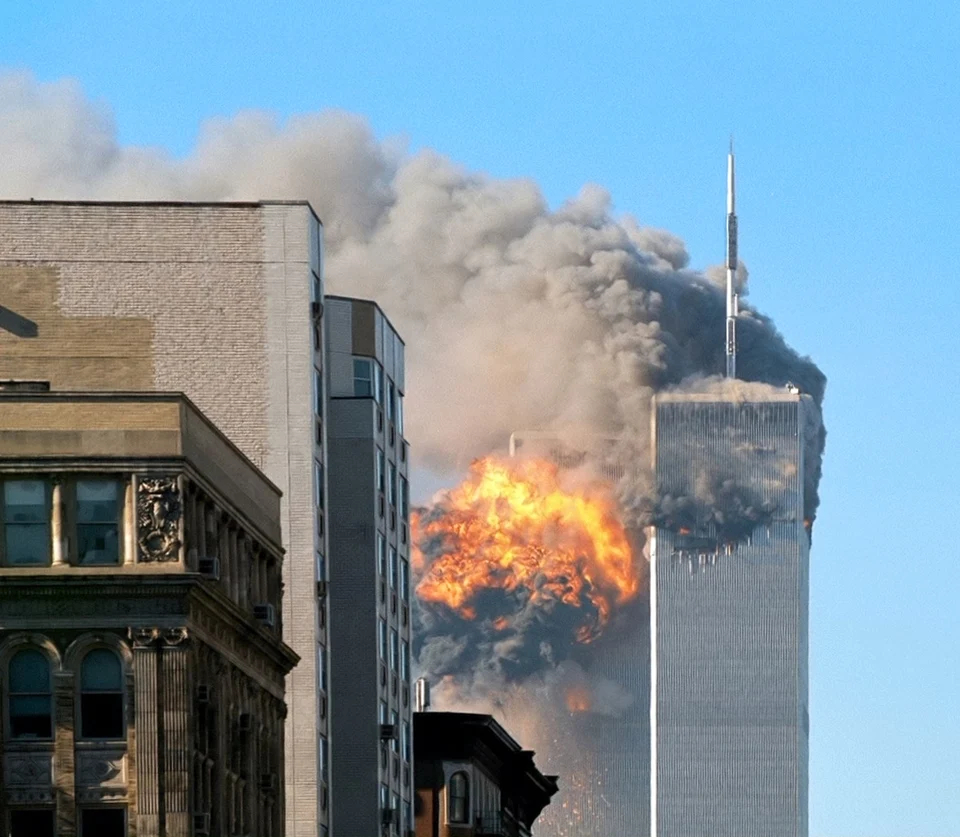
Le vol UA175 s'écrasant contre la tour sud du World Trade Center à 9h03.

Pour Jules, son frère Gédéon est déjà en train de monter les étages car il aurait suivi Tony. Mais les deux sont en fait toujours à la caserne ; pendant que Tony répond aux nombreux appels téléphoniques, Gédéon parcourt les rues jusqu’au World Trade Center pour retrouver son frère tout en filmant. C’est à ce moment-là, à 9h03, qu’un second avion percute le complexe, cette fois-ci la tour sud. Dans le hall de la première tour, les pompiers, qui ont entendu l’explosion, observent les débris tombant du ciel et apprennent la situation ; les chefs doivent alors monter une autre opération en parallèle pour le second gratte-ciel. Dans les rues, la terreur grandit au milieu des milliers de personnes observant la catastrophe. Dans les escaliers, les pompiers de Ladder 1 n’ont monté qu’une dizaine d’étages ; ils rencontrent des blessés en chemin. Les personnes qui descendaient devaient alors sortir par un autre immeuble et non les portes du hall des tours jumelles pour éviter les débris mais surtout les gens qui avaient fait le choix de sauter plutôt que de rester dans les étages au niveau ou au-dessus de l’impact (des jumpers en anglais).
Gédéon, ne pouvant aller plus loin dans le périmètre autour des buildings, décide donc de retourner à la caserne en espérant rejoindre son frère. Il retrouve alors Tony, seul devant le poste de télévision, regardant les tours en flamme et le Pentagone en feu. Ne sachant pas quoi faire, il décide à plusieurs reprises de mettre sa tenue, mais renonce à sortir quand il se rend compte qu’il est le seul responsable de cette caserne. Sans aucune information venant de l’extérieur, les pompiers continuent leur opération de secours et les chefs, confrontés à la plus grande opération de leur vie, doivent maîtriser la situation via leur radios et téléphones, dont les communications sont hasardeuses à cause du crash, tandis que des rumeurs de troisième avion suicide circule. À la caserne, les pompiers qui n’étaient pas de service arrivent ; ils ne pourront y aller que lorsqu’ils en auront reçu l’ordre. Cependant, le chef Byrnes, pourtant à la retraite, débarque et demande à Tony de l’accompagner ; Gédéon perd leur trace lorsqu’il se rend à l’extérieur de la caserne. Dans la tour nord, le hall commence à se vider pendant que les pompiers restant envisagent différentes stratégies ; soudain, un grondement assourdissant se fait entendre et tous évacuent par les escalators pendant que l’obscurité prend place. La tour sud du World Trade Center vient juste de s’effondrer à 9h59. Dans le noir, Jules aide les pompiers, qui ne savent pas ce qu’il s’est passé, à trouver une sortie en braquant le projecteur de sa caméra où ils le souhaitent. Le chef Pfeifer demande alors à toutes les unités d’évacuer le bâtiment, par précaution. Il va alors chercher une issue non endommagées pour faire sortir les hommes, notamment ceux qui transportaient le corps du Father Judge, l’aumônier, retrouvé mort après l’effondrement.
Gédéon part alors en direction du World Trade Center avec les trois derniers pompiers de la caserne, avec les moyens du bord, tout en se demandant si Jules est encore en vie ; le groupe croise le maire Rudolph Giuliani en route, dans les rues poussiéreuses et silencieuses. Pfeifer, son adjoint Eddie Fahey et Jules, après avoir trouvé une issue, reviennent chercher le reste du groupe, tout en entendant les nombreux SOS à la radio et en comprenant que la situation est pire que ce qu’ils peuvent imaginer. À leur arrivée, le reste des hommes est déjà parti. En sortant, ils découvrent un paysage de désolation, pensent que la seconde tour est cachée derrière la fumée, puis se dirigent vers le nord, sentant néanmoins le danger. Alors que les pompiers essayent d’établir un nouveau poste de commandement, les hommes de Pfeifer descendent les derniers étages puis évacuèrent la tour. Tout à coup, à 10h28, le grondement se fait à nouveau entendre ; les soldats du feu voient la tour nord s’effondrer et évacuent. Alors que Jules court, le chef Pfeifer le plaque au sol pour le protéger en attendant que le nuage de débris passe. Gédéon, lui, dans le noir, évacue une personne avec l’aide d’un agent du FBI puis entre dans une épicerie pour se mettre à l’abri, et se retrouve parmi des blessés et secouristes. Les deux frères rentrent alors à la caserne, chacun de leur côté.
Les pompiers arrivent petit à petit alors à Ladder 1 et sont heureux de se retrouver sains et saufs, ainsi que les deux frères, et échangent sur ce qui leur est arrivé. Alors que leurs supérieurs leur ordonnent de rester dans la caserne, certains partent pour chercher des survivants, dont James Hanlon, de retour, pour retrouver Tony, le seul pompier de la caserne qui n’est pas revenu. Vers 18h, Benetatos revient de lui-même à la caserne, après avoir passé toute la journée aux côtés de Byrnes en portant secours aux gens après l’effondrement des tours et en cherchant des corps sous les décombres. Tony a de ce fait réussi à faire ses preuves aux yeux de tous en quelques heures. Les pompiers passent alors la fin de la journée à regarder les images des attentats en boucle à la télévision jusqu’à la coupure de courant, privant tout le centre de Manhattan d’électricité, avant de continuer à échanger le reste de la soirée. Vers minuit, Tony met le drapeau de la caserne en berne, espérant ne plus jamais avoir à le faire.

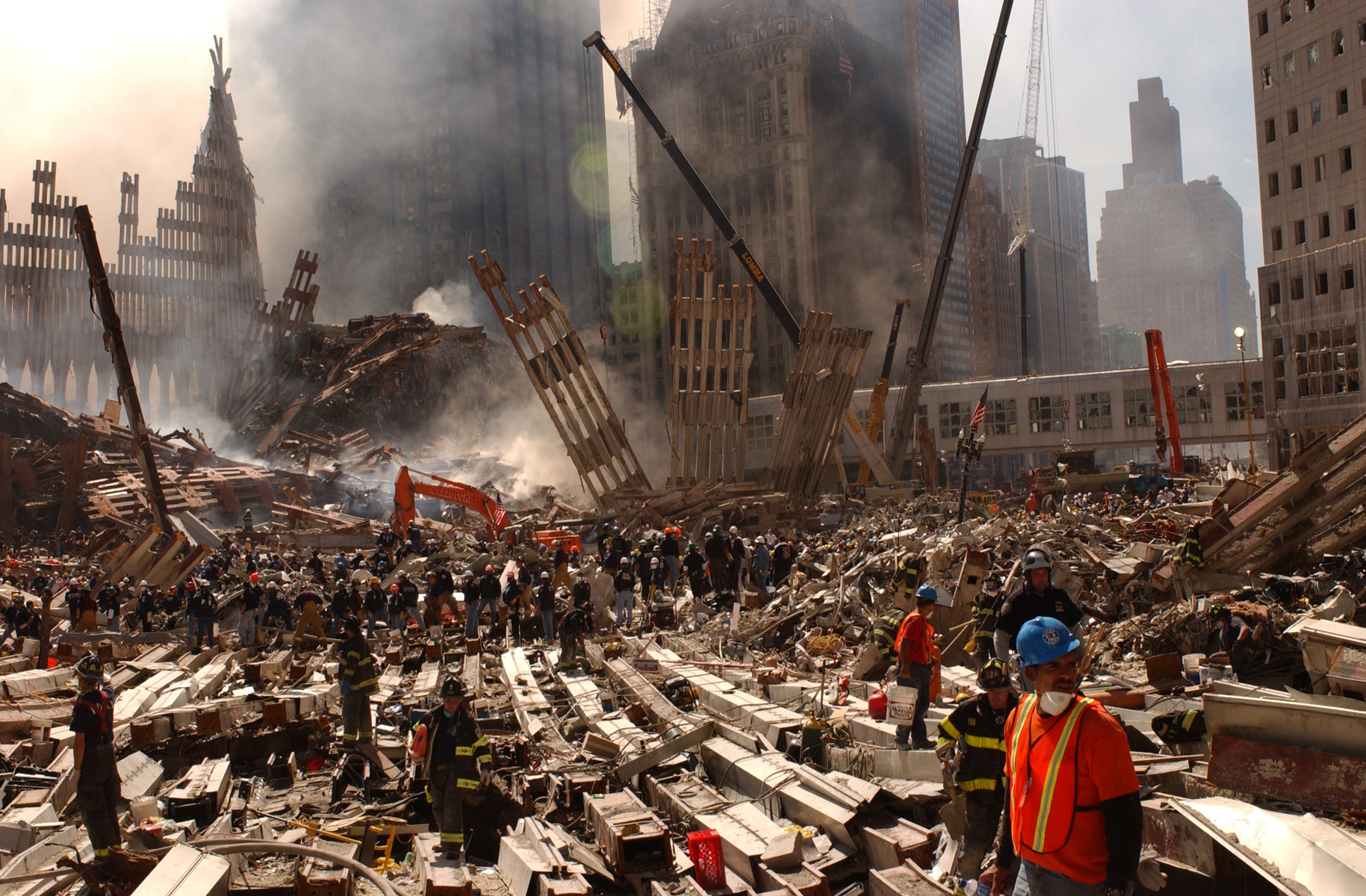
Les secouristes déblayant Ground Zero.

Le lendemain matin, les pompiers reviennent sur le site, déjà rebaptisé Ground Zero par la presse même si les pompiers l’appelaient « le tas » ou tout simplement (World) Trade Center, pour 24 heures de fouille alterné. Par groupe, les secouristes déblayent le site à coup de seaux, tout en faisant attention où marcher pour ne pas chuter de plusieurs mètres, interrompus par des silences imposés afin d’entendre si personnes enfouies manifestent leur présence, ou d’ordre d’évacuation lorsque les bâtiments aux alentours semblent être sur le point de s’écrouler à leur tour. Une seule personne a été évacuée en 24 heures. À leur retour, comme les jours suivants, les New-Yorkais les applaudissent et leur donnent des provisions. Les fouilles continuent de plus belle, y compris dans les sous-sols et tunnels de métro sous le site, mais il n’y a aucun signe de vie. Tous les soirs, le commandement publie une liste de soldats du feu confirmés morts lors des attaques, et celle-ci s’allonge au fil des jours.

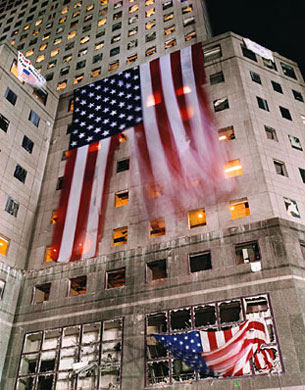
Le drapeau américain déployé par les pompiers en face de Ground Zero.

Tous les jours, une ou plusieurs cérémonies funèbres sont organisées pour les pompiers décédés, dont Kevin Pfeifer, mort alors qu’il aidait les autres à sortir de la tour nord ; son frère Joseph avoue alors ne plus aimer son métier de pompier. Certains soldats du feu ont par la suite déployé un grand drapeau américain sur un building avoisinant le site de Ground Zero pour regonfler le moral des secouristes.
Les semaines passant, la caserne reçoit des camions d’occasion pour remplacer les anciens, Engine 7 et Ladder 1, enfouis sous les décombres, puis les pompiers recommencent les missions et les blagues, bien que rien ne sera plus jamais comme avant. De nouveaux probies sont arrivés, mais ils ne connaîtront jamais la vie de pompier de New York d’avant le 11 Septembre.
Le documentaire se termine par un hommage aux trois-cent quarante-trois pompiers décédés, avec leurs portraits accompagnés par la chanson Danny Boy.

## Fiche technique
- Titre : New York : 11 septembre
- Titre original : 9/11
- Réalisateurs : James Hanlon, Rob Klug, Gédéon Naudet et Jules Naudet
- Photo : Jules Naudet, Gédéon Naudet, James Hanlon
- Producteurs : Richard Barber, Paul Larossa, Michael Maloy, Bruce Spiegel et Mead Stonev
- Musique : Richard Fiocca, Michael Patterson
- Producteurs exécutifs : Graydon Carter, David Friend, James Hanlon, Gédéon Naudet, Jules Naudet et Susan Zirinsky
- Distribution : CBS Television
- Langue : Anglais
- Format : Couleur - Vidéo - 1.78:1 - Son : stéréo
- Durée : 128 minutes
- Dates de diffusion :
  -  États-Unis : 10 mars 2002
  -  France : 11 septembre 2002

## Intervenants

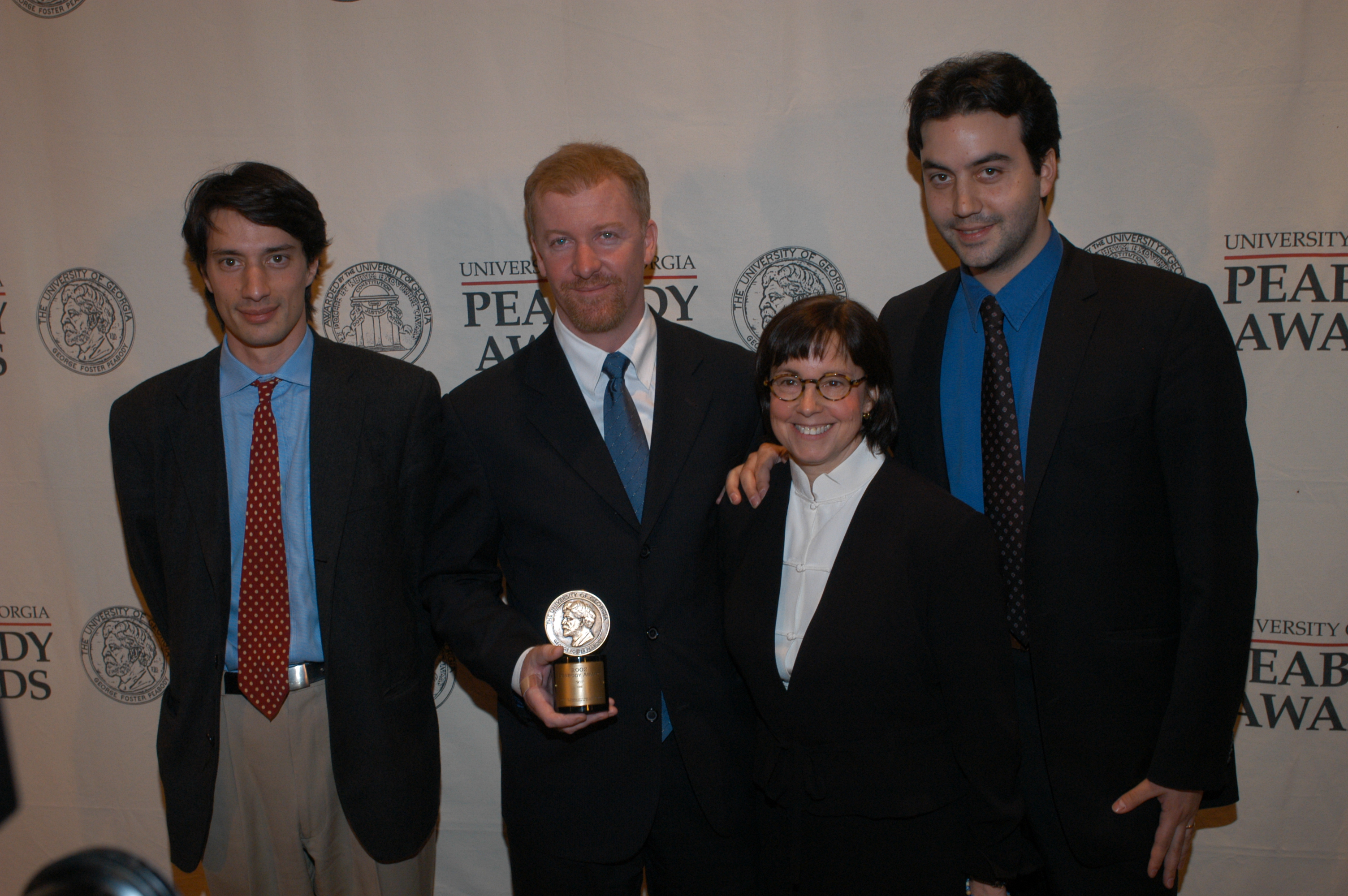
Gédéon Naudet, James Hanlon, Susan Zirinsky et Jules Naudet, lors de la 62e cérémonie des Peabody Awards, en 2003.

- James Hanlon (VF : Patrick Floersheim puis Jérôme Rebbot)
- Jules Naudet (VF : lui-même)
- Gédéon Naudet (VF : lui-même)
- Chef Joseph Pfeifer
- Antonios "Tony" Benetatos
- Capitaine Denis Tardio
- Joe Casaliggi
- Damian Van Cleaf
- Nick Borrillo
- Jamal Braithwaite
- John O'Neill
- Lieutenant Bill Walsh
- John McConnachie
- Chris Mullin
- Steve Olsen
- Tom Spinard
- Ed Fahey
- Steve Rogers
- Capitaine Ron Schmutzler
- Pat Zoda
- Lieutenant Gary Lajiness
- Chef William Blaich
- Robert De Niro (dans la version américaine)

NB : Dans la première version française ainsi que la version DVD, seul James Hanlon est doublé en français, par Patrick Floersheim. Pour les versions suivantes, les autres intervenants sont également doublés en français ; Hanlon est d'ailleurs doublé par un autre comédien, Jérôme Rebbot.

## Production
À l'origine, les frères Naudet projetaient de produire un petit film documentaire retraçant le parcours d'une nouvelle recrue chez les pompiers de New York que l'on surnomme habituellement le « probie » (jeune pompier en période probatoire). Après quelques mois de tournage, lorsqu'un des frères est en train de filmer les pompiers, intervenant sur une fuite de gaz non loin du World Trade Center, le 11 septembre 2001, il pointe sa caméra en direction du premier Boeing 767, au moment où celui-ci percute l'une des deux tours. Les deux frères suivent alors, chacun de leur côté, l'équipe des pompiers dans les tout premiers moments de leur intervention. Jules est ainsi le seul journaliste qui a pu filmer de l'intérieur et en continu l'organisation des opérations de sauvetage dans la tour 1 (tour Nord) ; étant au moment du crash avec le commandant Joseph Pfeiffer, chef de bataillon des pompiers responsables du WTC, il a été autorisé à le suivre durant toutes les opérations. Au moment où la tour 2 (tour Sud) s'effondre, la décision est prise d'évacuer d'urgence la tour Nord. Le journaliste et une partie des pompiers parviennent finalement à s'échapper de cette tour peu avant que celle-ci ne s'effondre également. 

## Musique
La musique est composée par Richard Fiocca, accompagné de Michael Patterson. La bande originale, 9/11 Music from the CBS Special, est apparue à la suite de la diffusion du documentaire et l'argent récolté est reversé intégralement à l'association Uniformed Firefighters Association.

## Distinctions

### Récompenses
- 2002 : 2 Emmy Awards.
- 2002 : German Télévision Awards, catégorie : meilleur programme international.
- 2003 : Peabody Award
- 2003 : Satellite Awards, spécial DVD humanitaire
- 2003 : Writers Guild of America, WGA Award

### Nominations
- 2002 : 3 Emmy Awards.
- 2002 : Television Critics Association Awards

## Autour du documentaire

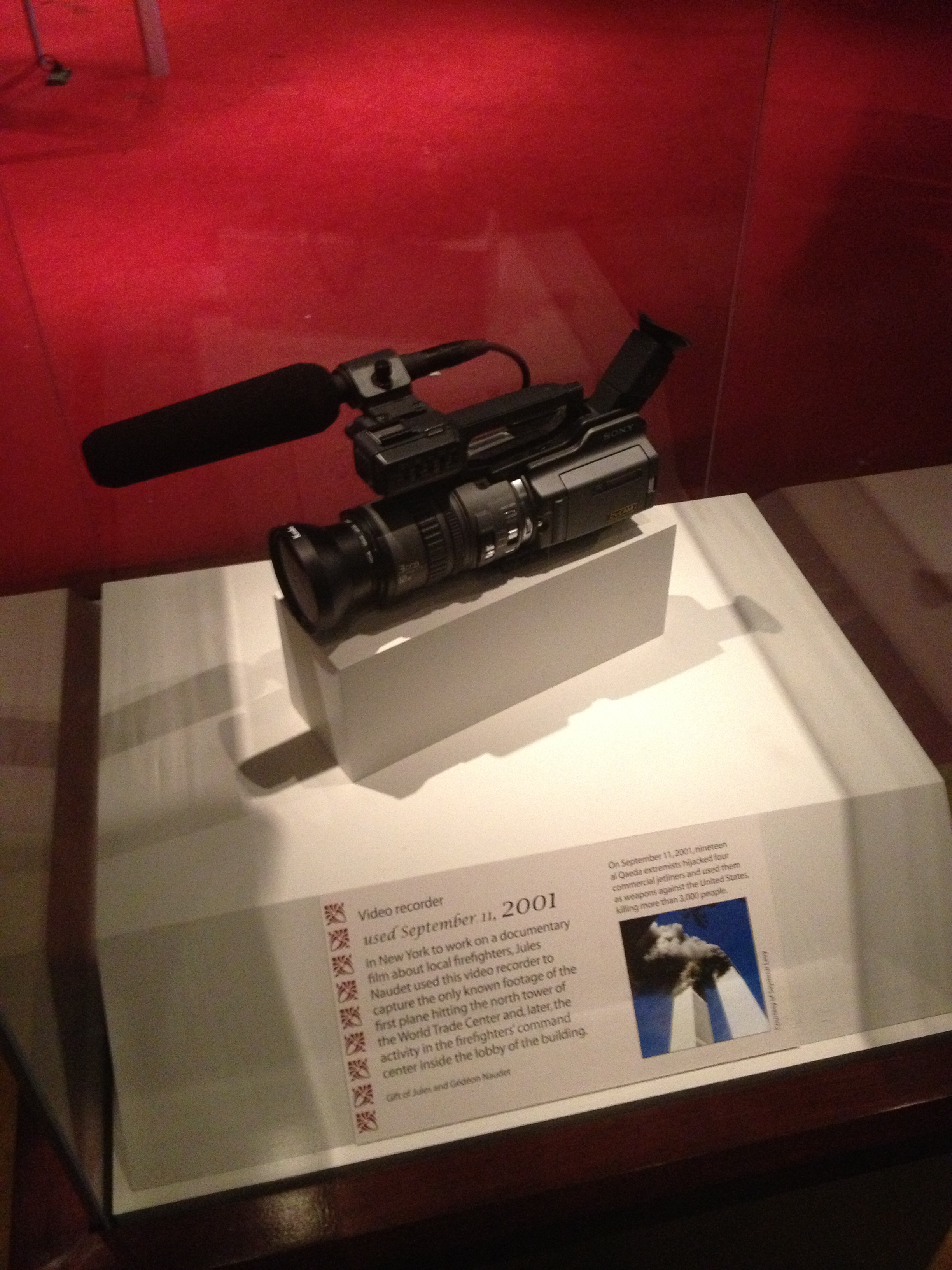
La caméra de Jules Naudet qui a filmé le crash du premier avion contre le World Trade Center.

- Les frères Naudet réalisaient en réalité depuis juin un documentaire sur la vie d'une caserne du secteur, dont la thématique s'axe progressivement sur le début d'une jeune recrue.
- La vidéo prise par Jules Naudet du premier avion percutant la tour Nord du World Trade Center constitue l'un des quatre enregistrements vidéo connus du premier crash. Il filme ce premier impact alors qu'il accompagne une unité de pompiers à proximité des tours, pour une banale fuite de gaz[4]. Les autres sont de Pavel Hlava (filmé depuis l'autoroute, juste avant le Brooklyn Battery Tunnel)[5], Wolfgang Staehle (une webcam avec une fréquence d'une image toutes les 4 s, depuis Brooklyn)[6] et une équipe de la chaîne locale WNYW (la caméra étant posée au sol, près de l'hôtel de ville de New York)[7]. Il existe également deux enregistrements sonore du premier crash (par Stephen McArdle, au Marriott World Trade Center[8], et Ginny Carr, au One Liberty Plaza[9]).
- La première diffusion du documentaire intervient juste avant le 11 mars 2002, date symbolique, six mois après les attaques, lors de laquelle les premières cérémonies commémoratives seront tenues à Washington, D.C. et New York, notamment l'« Hommage lumineux » près du site du World Trade Center. Les cérémonies commémoratives se dérouleront par la suite exclusivement le 11 septembre de chaque année (journée appelée alors Patriot Day).
- Dans la version américaine, une courte séquence tournée dans les rues new yorkaise prend place en introduction du documentaire, dans laquelle l'acteur Robert De Niro, natif de New York, parle du 11 Septembre, de ses conséquences et des pompiers et documentaristes de New York : 11 septembre. Lors de la nouvelle version du documentaire pour les dix ans des attentats, la séquence est retournée, cette fois-ci depuis le chantier de reconstruction du complexe du World Trade Center.